# الجودلة (الشعر)

تعديل مصدري - تعديل

الجودلة محلة تابعة لقرية ذى النمر، التابعة لعزلة مقنع بمديرية الشعر إحدى مديريات محافظة إب في الجمهورية اليمنية.، بلغ تعداد سكانها 49 حسب تعداد اليمن لعام 2004.